# Prinzengarde Düsseldorf Blau-Weiss
Die Prinzengarde der Stadt Düsseldorf Blau-Weiss e. V. 1927 – Leibgarde der Prinzessin Venetia, abgekürzt „Prinzengarde Blau-Weiss“, „Prinzengarde Düsseldorf Blau-Weiss“, „Leibgarde der Prinzessin Venetia“ oder einfach „Blau-Weiss“, ist eines der Traditionskorps im Düsseldorfer Karneval und zugleich mit mehr als 540 Mitgliedern nach Mitgliederzahl die größte Karnevalsgesellschaft in Düsseldorf.
Sie wurde in den 1920er-Jahren gegründet und prägt seitdem den Karneval in der nordrhein-westfälischen Landeshauptstadt wesentlich mit. So stellt die Garde den amtierenden Geschäftsführer, einen Vizepräsidenten und den Pressesprecher des Comitee Düsseldorfer Carneval e. V. Auch Karnevalsprinzen und so manche Prinzessin Venetia des Düsseldorfer Prinzenpaares entstammten der Garde.
Außergewöhnlich im Düsseldorfer Karneval ist, dass zwei Traditionskorps mit dem Namen Prinzengarde nebeneinander existieren. Während die Prinzengarde Blau-Weiss in der Session der Prinzessin Venetia mit einer Adjutantur (bestehend aus zwei Personen: dem Adjutanten der Venetia und dem Standartenoffizier der Venetia) zur Seite steht, stellt ihre Schwestergarde, die rotgekleidete Prinzengarde der Stadt Düsseldorf Leibgarde des Prinzen Karneval e. V., die Adjutantur des Karnevalsprinzen.

## Geschichte
Die Prinzengarde Blau-Weiss wurde im November 1926 unter der Präsidentschaft von Willi Holstein als „Düsseldorfer Karnevalsgesellschaft Kavallerie Blau-Weiss“ gegründet und am 29. Oktober 1927 ins Vereinsregister eingetragen. Der Name Kavallerie Blau-Weiss knüpfte bewusst an eine Gruppe von Rittern um Otto von Wittelsbach an, die den ersten Düsseldorfer Rosenmontagszug 1825 unter dem Titel „Blau-Weiss“ zu Pferd angeführt hatten. An den auf das Jahr 1927 folgenden Rosenmontagszügen stellte die Garde jeweils die Venetia, sodass schon bald die Umbenennung zum jetzigen Namen erfolgte.
Bereits in der Frühzeit der Garde entwickelte sich ein enger Austausch mit den Karnevalisten der Mainzer Ranzengarde, deren Feldmarschall Emil Kupferberg 1936 zum „General à la Suite“ der Blau-Weissen ernannt wurde. Zudem soll ein Besuch des Generalfeldmarschalls der Ranzengarde Dieter Hummel bei der Prinzengarde Blau-Weiss dafür verantwortlich sein, dass sich auch im Mainzer Karneval der Ausruf „Helau“ anstelle des bisher üblichen „Hoch“ etablierte.
Elf Jahre nach der Gründung formulierte der damalige Vorsitzende des Karnevalsausschusses (heute Comitee Düsseldorfer Carneval) und Unternehmer Leo Statz, dass sich „die Prinzengarde Blau-Weiss so stark durchgesetzt [hat], dass sie nicht allein eine Garde ist, sondern auch zugleich ein führender Karnevalsverein“.
Nach dem Krieg war die Prinzengarde Blau-Weiss die erste Karnevalsgesellschaft in Düsseldorf, die mit einer eigenen Tanzgarde durch die Säle zog.
Besonders geprägt wurde die Entwicklung der Prinzengarde durch ihren langjährigen Präsidenten Engelbert Oxenfort (1935–2022), der die Garde von 1982 an 19 Jahre lang führte. In seine Ära fiel unter anderem die erstmalige Verleihung der „Goldenen Pritsche“ ab 1984 als karnevalistische Auszeichnung der Garde an Persönlichkeiten aus Politik, Kultur, Wirtschaft und Wissenschaft. Engelbert Oxenfort wurde 2017 selbst mit dieser Auszeichnung der besonderen Art geehrt.
Am 9. Oktober 2024 hat die Prinzengarde Düsseldorf Blau-Weiss erstmals in ihrer Geschichte eine Frau, Ute Heierz-Krings, zur Präsidentin gewählt.

## Veranstaltungen innerhalb und außerhalb der Session

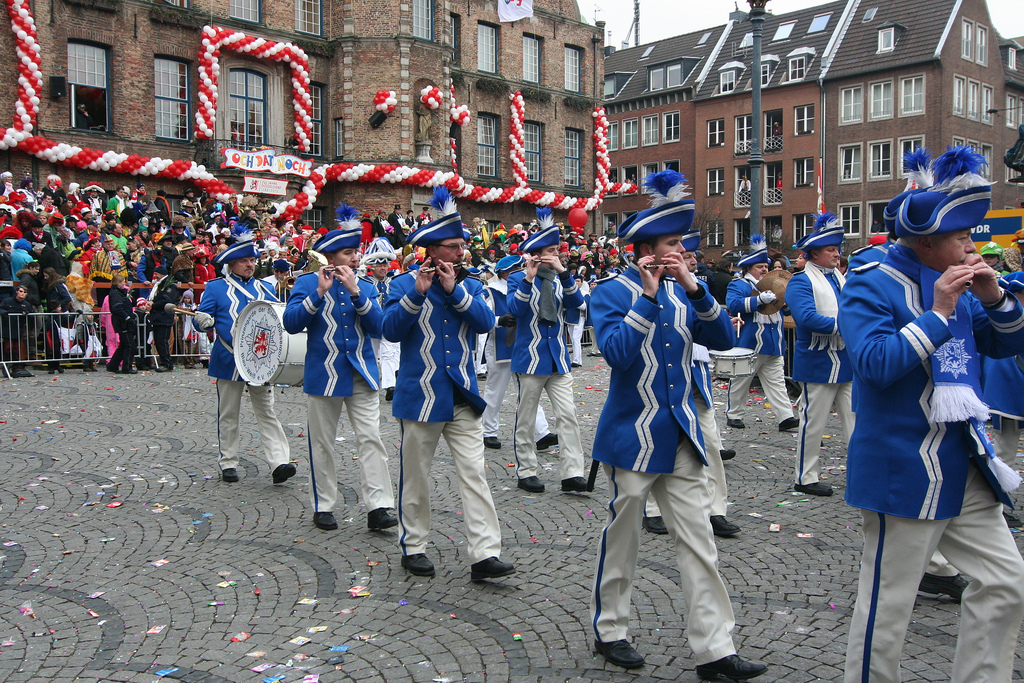
Prinzengarde Düsseldorf Blau-Weiss beim Rosenmontagszug 2013

Die Prinzengarde Blau-Weiss organisiert eine Vielzahl unterschiedlichster Veranstaltungen während der Karnevalssession. Angefangen vom feierlichen Sitzungsball als Veranstaltung des klassischen „Lackschuhkarnevals“ über die große Gala-Sitzung mit zahlreichen Büttenrednern, Bands und Tanzauftritten bis hin zur Sitzungsparty und den sogenannten Vorzugsparties im Stammhaus der Düsseldorfer Brauerei Schumacher werden mit den Veranstaltungen Karnevalisten unterschiedlichster Couleur angezogen. Hinzu kommt die Teilnahme am Düsseldorfer Rosenmontagszug mit Reiterkorps, Fußgruppe und Wagen. Das aktive Corps und die Tanzgarde treten auf zahlreichen Veranstaltungen anderer Karnevalsvereine in Düsseldorf und in der Region auf. Zudem stellt das aktive Corps die ständige Adjudantur der Prinzessin Venetia im Düsseldorfer Karneval.
Außerhalb der eigentlichen Session organisiert die Prinzengarde mit Brauchtumsabenden, Königsschießen, Herbstjagd und Ausflügen zahlreiche weitere Aktivitäten.

## Abteilungen
Die Prinzengarde Blau-Weiss mit ihren über 540 Mitgliedern gliedert sich in mehrere Abteilungen auf.

### Uniformiertes Corps

#### Aktives Corps
Das Erscheinungsbild im Karneval wird vom Aktiven Corps geprägt, welches uniformiert an Karnevalssitzungen und anderen Veranstaltungen mit eigenem Bühnenprogramm teilnimmt.
Das Bühnenprogramm setzt sich aus Gesang und Tanz zusammen. Aktuell singen die Vereinsmitglieder Jens Lier, Thomas Dregger und Valerie Schneider, mit teils selbstgeschriebenen Liedern, für die Prinzengarde.
Das Aktive Corps kümmert sich um den Rosenmontagsfuhrpark der Prinzengarde, unterstützt den Vorstand tatkräftig bei Veranstaltungen und nimmt weitere Arbeitsdienste für den Verein wahr.
Musikalisch wird das Aktive Corps vom Tambourcorps Derendorf und der Blaskapelle Gerresheim begleitet.
Das Aktive Corps wird von dem Kommandeur Udo Bock und dem stellvertretenden Kommandeur Jens Lier geführt.

#### Reservecorps
Das Reservecorps ist altgedienten und verdienten Mitgliedern des Aktiven Corps vorbehalten. Als Reservist ist man uniformiert, ist aber von den Aufgaben des Aktiven Corps entbunden.

#### Tanzgarde
Ebenfalls in den Karnevalsveranstaltungen in Düsseldorf sehr präsent ist die Tanzgarde mit ihren Bühnenshows. zum Repertoire der Tanzgarde gehören pro Session zwei Gardetänze und ein Showtanz mit wechselndem Motto.
Momentan wird die Tanzgarde von Nicole Seemann und (der ehemaligen Venetia) Alina Kappmeier trainiert. Geleitet wird die Tanzgarde von Astrid Widera.

#### Senatoren in Uniform
Mitglieder des Senats können am uniformierten Vereinsgeschehen ohne weitere Verpflichtungen teilnehmen.

#### Reitercorps
Das Reitercorps der Prinzengarde mit zu Pferde am Rosenmontagszug teil.
Um den Auflagen zur Teilnahme am Rosenmontagszug und den eigenen hohen reiterlichen Ansprüchen gerecht zu werden, finden alle zwei Wochen obligatorische Reitstunden statt.
Als weitere Auflage, haben Mitglieder alle Mitglieder des Reitercorps eine reiterliche Prüfung abgelegt.
Das Reitercorps wird von Rittmeister Walter Schmitz geführt.

#### Clownsgruppe
Die Clownsgruppe des Vereins begleitet das Uniformierte Corps bei den Aufzügen.
Leiterin der Clownsgruppe ist die ehemalige Venetia Claudia Gehlfuß.

#### Corps à la Suite
Das Corps à la Suite setzt sich aus ausgewählten Förderern der Garde zusammen und stellt zugleich den General à la Suite.
Der General à la Suite ist der höchste Repräsentant der Prinzengarde.
Ihm angeschlossen ist das Corps de Jeunesse, dessen Mitglieder maximal 35 Jahre alt sind.
Geführt wird das Corps à la Suite von Klaus Hinkel und seinem Stellvertreter Klaus Jonas.

#### Senat
Die zahlenmäßig größte Abteilung der Prinzengarde bildet der Senat, der sich – anders als in vielen anderen karnevalistischen Traditionskorps – sowohl aus Senatoren als auch aus Senatorinnen zusammensetzt.
Der amtierende Sprecher des Senats ist Andreas Meyer-Falje, seine Stellvertreterin ist Agnes Broll.

## Ehrenämter

### Venetien
Die Prinzengarde Blau-Weiss ist zum einen Leibgarde der Prinzessin Venetia und begleitet diese durch die Session. Zum anderen kommen zahlreiche Venetien des Düsseldorfer Karnevals aus den Reihen der Blau-Weissen.

### Pritschenträger
Seit 1984 verleiht die Prinzengarde Blau-Weiss die „Goldene Pritsche“ als karnevalistische Auszeichnung der besonderen Art. Der Preis wird an Träger verliehen, die sich dadurch auszeichnen, dass sie sich in ihrem Leben und Schaffen stets Humor, Fröhlichkeit und Mutterwitz bewahrt und so gegen „Griesgram und Muckertum“ angekämpft haben. Die Pritsche, scherzhaftes Schlag- und Züchtigungsinstrument, trägt zugleich der Bergische Löwe im Logo der Prinzengarde Blau-Weiss in seinen Händen.
Bisherige Preisträger sind:
- 2022 – Martina Voss-Tecklenburg, Bundestrainerin der deutschen Frauen-Fußballnationalmannschaft
- 2017 – Engelbert Oxenfort †
- 2016 – Dominikanerpater Wolfgang Sieffert
- 2015 – Wolfgang Bosbach, MdB
- 2012 – Fortuna Düsseldorf, Fußballmannschaft
- 2011 – Thomas Beckmann, Cellist
- 2009 – Bernhard Paul, Clown und Zirkusdirektor
- 2007 – Joachim Erwin, Oberbürgermeister der Landeshauptstadt Düsseldorf †
- 2006 – Heiner Koch, Erzbischof von Berlin
- 2005 – Reiner Calmund, ehem. Fussballmanager
- 2004 – Christian Wulff, Ministerpräsident von Niedersachsen
- 2003 – Konrad Beikircher, Kabarettist
- 2002 – Kurt Beck, Ministerpräsident a. D.
- 2001 – Bernhard Vogel, Ministerpräsident a. D.
- 2000 – Ute-Henriette Ohoven, UNESCO-Botschafterin
- 1999 – Bernhard Henrich, Dompropst
- 1998 – Wolfgang Clement, Ministerpräsident von NRW
- 1997 – Heinz Schweden, Journalist
- 1996 – Justus Frantz, Dirigent
- 1995 – Lothar Späth, Ministerpräsident a. D. †
- 1994 – Claus Groth
- 1993 – Klaus Töpfer, Bundesumweltminister a. D.
- 1990 – Hans-Dietrich Genscher, Bundesaußenminister a. D. †
- 1989 – Peter Weck, Schauspieler und Regisseur
- 1987 – Walter Scheel, Altbundespräsident †
- 1984 – Franz Josef Strauß, Ministerpräsident a. D. †

### General à la Suite
Der General wird jährlich aus den Reihen des Corps à la Suite gewählt und ist während der Session höchster Repräsentant des Aktiven Corps.

### Jagdherrinnen & Jagdherren
Der Titel der Jagdherrinnen und Jagdherren wird ebenfalls jährlich innerhalb der Prinzengarde verliehen. Mit dem Titel ist die Schirmherrschaft über die jährliche von der Garde veranstaltete Herbstjagd und die Repräsentation des Reitercorps verbunden.

## Besonderheiten

### Uniform
Im Gegensatz zu vielen anderen Traditionskorps im Rheinischen Karneval orientiert sich die Uniform der Prinzengarde Blau-Weiss nicht an den Uniformen preußischer Truppen oder historischer Stadt- und Bürgergarden. Die Uniformen der Prinzengarde Blau-Weiss wurde vom Düsseldorfer Maler Hans Kohlschein stattdessen nach Art der Uniformen spanischer Granden konzipiert und umfasste in frühen Jahren auch Stulpenstiefel und Umhänge mit Pelzbesatz.

### Orden
Seit dem Jahr 2000 wird der Sessionsorden der Prinzengarde Blau-Weiss von einem namhaften zeitgenössischen Künstler gestaltet. Hierdurch soll, wie schon bei den Entwürfen der Uniform, in besonderer Weise die Bedeutung der Stadt Düsseldorf für die Kunst und der Kunstakademie gewürdigt werden. Während die Rauten-Grundform des Ordens seit 2000 unverändert bleibt, sind die Künstler frei in der Gestaltung des zentralen Ordens-Elements. Im Rahmen des jährlichen Pressegesprächs unmittelbar vor dem Sessionsbeginn wird der Orden durch den Präsidenten und den Künstler der Öffentlichkeit vorgestellt.
Bisher wurden die Sessionsorden der Garde durch folgende Künstler entworfen: Heinz te Laake, Heinz Mack, Markus Lüpertz, Günther Uecker, Otto Piene, Bert Gerresheim, Klaus Richter, Norbert Tadeusz, Udo Dziersk, Georg Hornemann, Tony Cragg, Anatol Herzfeld, Martin Denker, Thomas Ruff, Jacques Tilly, Christian Megert und Karin Kneffel.

### Blau-Weiss im Tatort
Die Prinzengarde Blau-Weiss war in gleich mehrfacher Hinsicht in der am 17. Mai 1992 erstmals ausgestrahlten Folge Der Mörder und der Prinz des Düsseldorfer Tatort-Teams um Kriminalhauptkommissar Flemming (gespielt von Martin Lüttge), vertreten. So dienten ihre Uniformen als Requisiten der Schauspieler, wie Uwe Ochsenknecht, da im Rahmen der Handlung um den fiktiven Karnevalsprinzen Gero I. auch Prinzengardisten ins Drehbuch eingebettet waren. Darüber hinaus wurde für die Darstellung der Prinzengarde im Tatort auch auf „echte Gardisten“, wie den damaligen Präsidenten Engelbert Oxenfort, vor der Kamera zurückgegriffen.